# Kadetka Kelly
Kadetka Kelly (v anglickém originále Cadet Kelly) je americký televizní film stanice Disney Channel, který měl premiéru 8. března 2002. Režie se ujal Larry Shaw a scénáře Gail Parent a Michael Walsh. Hlavní role hrají Hilary Duff, Christy Carlson Romano a Gary Cole.

## Obsazení
- Hilary Duff jako Kelly Joselyn Collins
- Christy Carlson Romano jako kadetka kapitánka Jennifer Oriana "Jenny" Stone
- Gary Cole jako generál Joe "Sir" Maxwell
- Andrea Lewis jako Carla
- Shawn Ashmore jako kadet major Brad Rigby
- Aimee Garcia jako Gloria Ramos
- Sarah Gadon jako Amanda
- Linda Kash jako Samantha
- Nigel Hamer jako Adam
- Avery Saltzman jako Kevin
- Joe Matheson jako generál Archer
- Beverlee Buzon jako Grace
- Dalene Irvine as Marla
- Desmond Campbell jako plukovník Ross
- Tim Post jako plukovník  Mikkelson
- Christopher Tai jako strážník
- Josh Wittig jako trubač
- Edie Inksetter jako učitel matematiky
- Stewart Arnott jako kapitán Lawrence
- Lt. William T. Bates jako dozorce
- Martin Roach jako instruktor

## Produkce
Natáčení se odehrávalo na vojenské škole v Kanadě Robert Land Academy. Některé scény se natáčely na škole St. Andrew's College a soukromé škole Loretto Abbey Catholic Secondary School v Ontariu v Kanadě. Film se stal druhým, který stanice Disney Channel natáčela v Kanadě.